# Аксёненко, Юрий Николаевич
Юрий Николаевич Аксёненко (род. 6 июля 1950, совхоз Кушумский, Ершовский район, Саратовская область, РСФСР, СССР) — российский государственный деятель. глава администрации города Саратова (1996—2005).

## Биография
Родился 6 июля 1950 года в совхозе «Кушумский» Ершовского района Саратовской области.
После окончания школы работал токарем в ремонтной мастерской хозяйства «Полеводинский».
В 1973 году закончил агрономический факультет Саратовского сельскохозяйственного института, после чего работал старшим агрономом в совхозе «Кушумский».
После срочной службы в вооруженных силах, работал агрономом в сельскохозяйственных предприятиях Духовницкого и Саратовского районов Саратовской области. С 1978 по 1986 годы руководил совхозом «Синенький».
С 1987 года — первый заместитель, а затем председатель агропромышленного объединения Саратовского района Саратовской области.
С 1992 года — глава администрации Саратовского района Саратовской области.
С 1994 по 1996 годы — депутат Саратовской областной Думы I созыва.
С апреля 1996 года по декабрь 2005 года — глава администрации города Саратова.
В декабре 2005 года ушёл в отставку до окончания срока полномочий.
В декабре 2009 года за злоупотребление служебным положением был приговорен к четырём годам лишения свободы. В марте 2012 года освобождён из колонии.
Проживает в Саратове.

## Некоторые публикации
- Аксёненко Ю. Н. Развитие новых форм хозяйствования в региональном АПК. Дисс… канд. эконом. наук. — Саратов, 1996. — 183 с.
- Аксёненко Ю. Н. Городской муниципалитет Российской Федерации как субъект социальной политики. Дисс… д-ра социологических наук. — Саратов, 1999. — 358 с.
- Аксёненко Ю. Н., Шумратов Б. И. Кадры местного самоуправления: оценка, оптимизация, потенциал развития. — Саратов: Изд-во Саратовского ун-та, 1998. — 285 с. — ISBN 5-292-02232-2.
- Аксёненко Ю. Н. Муниципальная социальная политика: становление, пути и факторы реализации / Под ред. Г. В. Дыльнова. — Саратов: Изд-во Саратовского ун-та, 1999. — 333 с. — ISBN 5-292-02361-2.
- Аксененко Ю. Н., Каспарян В. Н., Самыгин С. И., Суханов И. О. Социология и психология управления: Учебное пособие для студентов вузов / Под общ. ред. С. Н. Епифанцева. — Ростов-на-Дону: Феникс, 2001. — 510 с. — ISBN 5-222-02063-0.

## Награды
- Орден Почёта (14.11.1997)[1]
- Заслуженный работник сельского хозяйства Российской Федерации (02.04.1994)[2]
- Почётный знак Губернатора Саратовской области «За милосердие и благотворительность» (11.01.2005)[3]
- Орден святого благоверного князя Даниила Московского III степени (1998)
- Орден Сергия Радонежского II степени (2005)[4]